# 金炳植
金 炳植（キム・ビョンシク、김 병식、1919年 - 1999年7月21日）は、北朝鮮の政治家。在日本朝鮮人総聯合会（朝鮮総連）の第一副議長を務め、北朝鮮に帰国後は国家副主席、朝鮮社会民主党委員長を務める。韓徳銖朝鮮総連議長の妹の夫。

## 人物・経歴
1919年（大正8年）、日本統治時代の朝鮮の全羅南道新安郡生まれ。日本の旧制第二高校（現在の東北大学）卒業。
1959年（昭和33年）に朝鮮総連の組織部長に就任し、その後、事務局長、副議長を経て第一副議長に任命された。
1967年11月、韓徳銖ら朝鮮総連幹部とともに最高人民会議代議員に選出される。金炳植は韓徳銖の姪婿にあたり、2人は力を合わせて対抗勢力を追い落とし、権力を握ってきた。
1971年、北朝鮮の工作活動の拠点でもあり貴金属を扱う貿易会社でもある「ユニバース・トレイディング」（東京都品川区五反田）を創設し、北朝鮮への集金・送金及び日本への工作活動を担当するようになった。同社は1973年に「渡辺秀子2児拉致事件（姉弟拉致容疑事案）」を引き起こしている。このことに関連し、マスメディアはユニバース・トレイディングの会社関係者が30名もの日本人・在日朝鮮人の拉致を証言したと報道している。
朝鮮総連第一副議長時代には日本・韓国の政治家・軍人との人脈作りに腐心し、1971年大韓民国大統領選挙の際には金大中に20万ドルの献金を行っている。また、ユニバース・トレイディングなど複数の「企業」を経営し、豊富な資金力を背景に朝鮮総連での地位を確立していった。やがて、韓徳銖と対立するようになり、彼は組織粛清運動を発動した。すなわち、抵抗する地方組織に「オルグ団」を派遣し、威圧行為や暴力事件を繰り広げた。反対勢力や批判的人物には「ふくろう部隊」と称される私兵集団を差し向けて襲撃させた。このような状態だったので、当時の朝鮮総連からは脱退者が相次いだという。
1972年10月、代表団の一員として南北赤十字会談に出席するため北朝鮮に渡航するが、滞在先の平壌で「反党反革命宗派分子」として拘束され、失脚する。朝鮮総連議長だった韓徳銖が金日成を後ろ盾にしたのに対し、金は金正日に接近することで勢力を拡大していき、次第に韓を上回る権力を手にするようになったため、金日成が事態収拾を図り、1972年の「失脚」に繋がったといわれている。金炳植が本国に召還されて失脚すると、会社を引き継いだのは「ふくろう部隊」の訓練隊長で、日本人渡辺秀子と結婚した（日本から拉致された幼い姉弟、高敬美・高剛の父でもある）高大基であった。
失脚後の金炳植は「隠遁生活」を送っていたとされるが、一方で対日工作機関「日本問題研究所」の所長を務めていたともいわれている。しかし、朝鮮総連時代の経済活動で得た莫大な資産を朝鮮労働党に献金することで強制収容所送りを免れ、金正日の権力確立にともない復権したとみられている。
1993年7月20日、衛星政党・朝鮮社会民主党中央委員長に就任。12月11日には金英柱と共に国家副主席に任命され、復権を果たした。これには驚きの声も挙がったという。
1998年7月26日、再び最高人民会議代議員に選出されるが、8月28日に開催された社民党中央委員会総会において、委員長職を金英大に譲り中央委員会顧問に就任。9月5日には国家主席制度が廃止されたため、副主席を退任する。
1999年7月21日、死去。1999年7月23日、国葬が行われた。